# HD 30144
HD 30144，又名BD+55 928，SAO 24834、HR 1515，是一颗恒星，视星等为6.26，位于銀經152.18，銀緯6.81，其B1900.0坐标为赤經4h 39m 54.8s，赤緯+55° 6.81′ 27″。